# 도리이역
도리이역(일본어: 鳥居駅)은 일본 아이치현 신시로시에 위치한 도카이 여객철도 이다선의 철도역이다. 단선 승강장 1면 1선의 구조를 갖춘 지상역이다.

## 역 주변
- 국도 제151호선

## 역사
- 1923년 2월 1일 : 호라이지 철도의 역으로서 개업.
- 1943년 8월 1일 : 국유화, 국철 이다선의 역이 된다.
- 1961년 9월 1일 : 차급 화물의 취급을 폐지.
- 1963년 5월 16일 : 역 업무의 외부 위탁을 개시.
- 1971년 12월 1일 : 소량 취급 화물의 취급을 폐지해, 화물 영업을 전면적으로 종료. 하물의 취급도 폐지. 동시에 무인화.
- 1987년 4월 1일 : 분할 민영화에 의해 도카이 여객철도가 승계.
- 1996년 12월 21일 : 역사를 개축.

## 인접 역
| 도카이 여객철도 이다선 | 도카이 여객철도 이다선 | 도카이 여객철도 이다선 |
| ---------------------- | ---------------------- | ---------------------- |
| 오미 도요하시 방면     | ■ 이다선               | 나가시노조 다쓰노 방면 |